# Entronização do Rei da Dinamarca

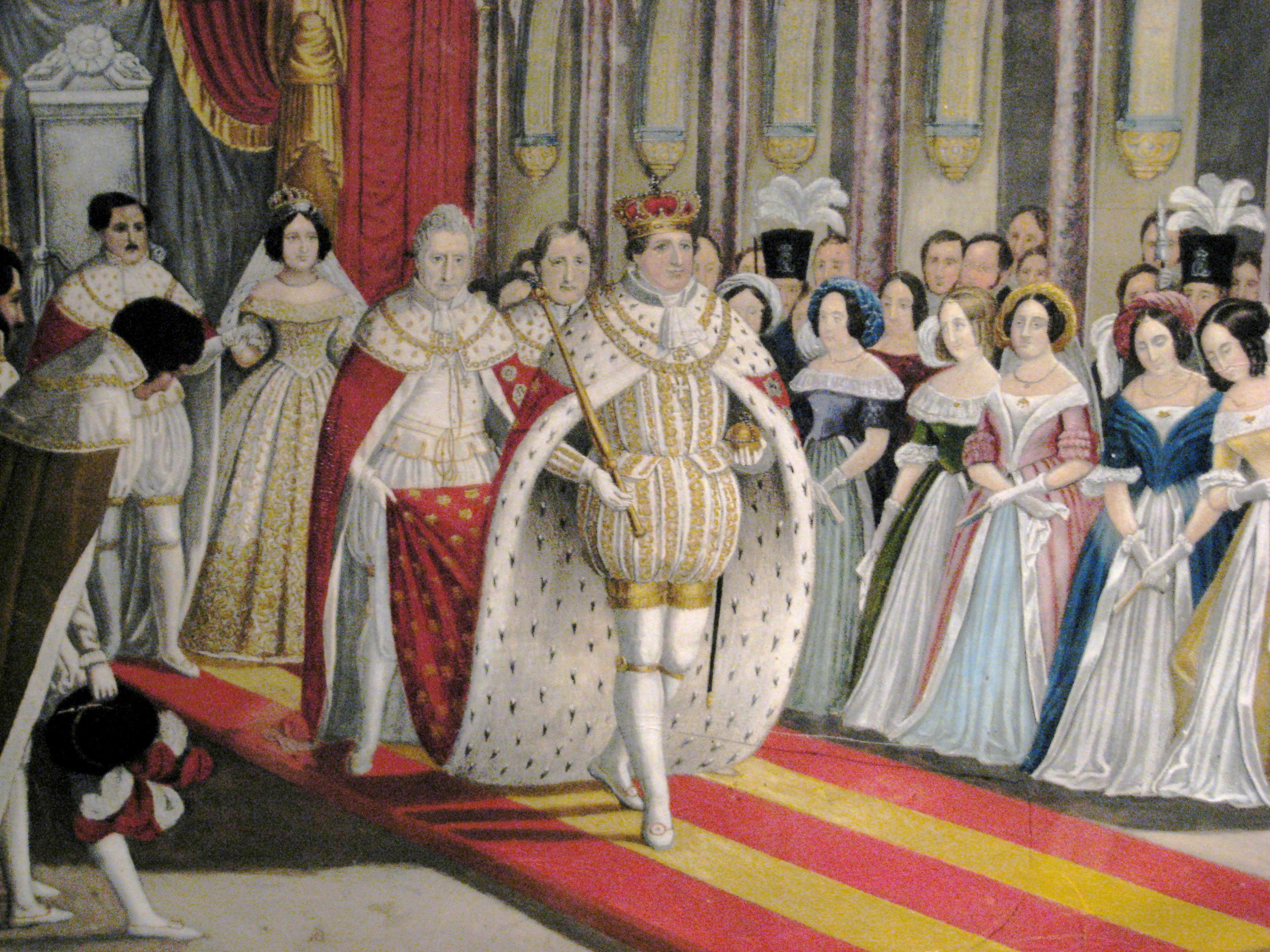
Coroação de Cristiano VIII da Dinamarca, numa gravura contemporânea, 1840.

A Entronização do Rei da Dinamarca podem ser divididas em três tipos distintos de rituais: a coroação medieval, que existiu durante o período da monarquia electiva, o ritual da unção, que substituiu a coroação com a introdução da monarquia absoluta em 1660 e, finalmente, a proclamação simples, que tem sido utilizada desde a introdução da Constituição da Dinamarca em 1849.

## História

### A Coroação Medieval
A coroação medieval (a partir de 1537) começou com uma procissão do governante e sua consorte na Catedral de Nossa Senhora, em Copenhaga. O monarca sentava-se depois diante do altar, com as jóias da coroa dinamarquesa, onde ele jurava governar com justiça, preservar a religião Luterana, apoiar escolas e ajudar os pobres.
Em seguida o casal real retirou-se para um recinto onde eles estavam vestidos com o traje real, retornando para ouvir um sermão, o Kyrie e Gloria e em seguida uma oração e lendo a Epístola.
Seguindo a Epístola, o rei se ajoelhava diante do altar, onde primeiro lhe era dada uma espada. O monarca ainda de joelhos era coroado pelo clero e a nobreza, que em conjunto, colocavam o diadema sobre a sua cabeça. O ceptro e o orbe eram apresentados, em seguida, e retornavam para os antendentes. A rainha era ungida e coroada de uma maneira similar, mas recebia apenas um ceptro e não uma esfera. Finalmente, um hino coral era cantado, e o rei recém-coroado escutava um sermão seguindo a leitura do Evangelho.

### Cerimónia de Unção
Em 1660, o ritual de coroação foi substituído por uma cerimónia de unção, onde o novo rei chegaria no local da coroação já vestindo a coroa, onde ele era então ungido. Este ritual foi abolido, por sua vez, com a introdução da Constituição Dinamarquesa em 1849.

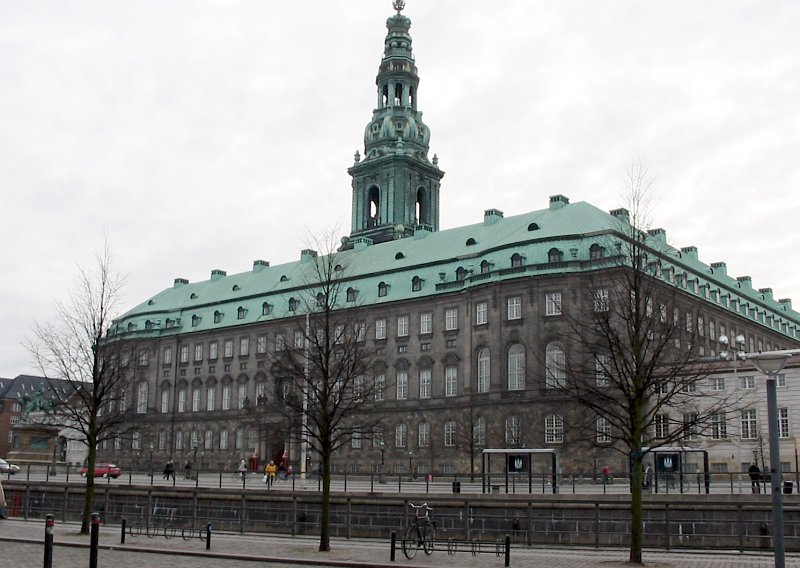
O anúncio público do novo rei é feito no Palácio de Christiansborg.

### Proclamação Simples
Hoje a coroa da Dinamarca é exibida apenas no fúneral dos monarcas por cima do seu caixão. Hoje os reis da Dinamarca não tem qualquer serviço de entronização formal, é apenas feito um anúncio público de sua adesão a partir da varanda do Palácio de Christiansborg, com o novo soberano, sendo aclamado por seu primeiro-ministro, que grita um "hurrah" à multidão. O novo monarca depois discursa ao seu povo.
A actual rainha, Margarida II, subiu ao trono 14 de janeiro de 1972.
Foi através de uma Proclamação lida pelo Primeiro-ministro de então, na Varanda do Palácio Real ao Povo presente que Margarida subiu ao trono da Dinamarca.
Em sua primeira alocução ao povo, a Rainha Margarida II disse:
"Meu querido pai, nosso Rei, está morto. A tarefa que o meu pai levara por quase 25 anos agora descansara sobre meus ombros. Rogo a Deus que me ajude  e de-me força para prosseguir o pesado legado. E que possa confiar o que fora confiado a meu pai também a mim. "